# Alice von Hildebrand
Dame Alice Marie von Hildebrand, született: Jourdain (Brüsszel, 1923. március 11. – New Rochelle, New York, Egyesült Államok, 2022. január 14.) belga születésű amerikai katolikus filozófus, teológus, író és professzor, Dietrich von Hildebrand filozófus második felesége. 2013 októberében a pápai lovagrend, a Nagy Szent Gergely Rend tagja lett.

## Művei
- Greek Culture, the Adventure of the Human Spirit, editor (G. Braziller, 1966) ISBN 978-0-8076-0366-6
- Introduction to a Philosophy of Religion (Franciscan Herald Press, 1970)
- By Love Refined: Letters to a Young Bride (Sophia Institute Press, 1989) ISBN 978-1-62282-889-0
- Women and the Priesthood (Franciscan University Press, 1994) ISBN 978-0-940535-72-5
- By Grief Refined: Letters to a Widow (Franciscan University Press, 1994) ISBN 978-0-940535-75-6
- Memoiren und Aufsätze gegen den Nationalsozialismus, 1933–1938, with Dietrich von Hildebrand and Rudolf Ebneth, (Matthias-Grünewald-Verlag, 1994) ISBN 978-3-7867-1737-9
- Soul of a Lion: Dietrich Von Hildebrand; A Biography (Ignatius Press, 2000) ISBN 978-0-89870-801-1
- The Privilege of Being a Woman (Veritas Press, 2002) ISBN 978-0-9706106-7-6
- Man and Woman: A Divine Invention (Ignatius Press, 2010) ISBN 978-1-932589-56-6
- Memoirs of a Happy Failure, with John Henry Crosby (Saint Benedict Press, 2014) ISBN 978-1-618901-26-2

### Magyarul
- A női lét privilégiuma; ford. Felsővályi Erzsébet; fordítói, s.l., 2021

## Fordítás
Ez a szócikk részben vagy egészben  az   Alice von Hildebrand című angol Wikipédia-szócikk ezen változatának fordításán alapul.  Az eredeti cikk szerkesztőit annak laptörténete sorolja fel. Ez a jelzés csupán a megfogalmazás eredetét és a szerzői jogokat jelzi, nem szolgál a cikkben szereplő információk forrásmegjelöléseként.